# 滨河街道 (临汾市)
滨河街道是中华人民共和国山西省临汾市尧都区下辖的一个乡镇级行政单位。
滨河街道下辖以下社区：郭家庄社区、坂下社区、南孝社区、党家楼社区、北孝社区、高河店社区、南焦堡社区、上樊社区、下樊社区、北外环社区和后楼底社区。